# Херефордшър
Херефордшър (на английски: Herefordshire) е историческо, административно неметрополно и церемониално графство в регион Уест Мидландс, което е унитарна (самоуправляваща се) единица. Граничи с Шропшър, Устършър, Глостършър и Уелс.
Поради силно селскостопанския си характер в графството се намират много фирми за отглеждане и бране на плодове и зеленчуци. Работниците биват набирани предимно от Източна Европа, включително и България.
В административния център на графството, град Херефорд, се намира базата на най-елитното британско военно подразделение – 22-ри Полк на Специалната въздушна служба (22nd SAS).